# Gnathocera villosa
Gnathocera villosa är en skalbaggsart som beskrevs av Oliver Erichson Janson 1877. Gnathocera villosa ingår i släktet Gnathocera och familjen Cetoniidae. Inga underarter finns listade i Catalogue of Life.